# Closterus boppei
Closterus boppei là một loài bọ cánh cứng trong họ Cerambycidae.